# Damian Rasak
Damian Rasak (Toruń, 8 febbraio 1996) è un calciatore polacco, centrocampista dell'Újpest.

## Caratteristiche tecniche
È un mediano.

## Carriera

### Club
Cresciuto nel settore giovanile dell'Elana Toruń, ha esordito in prima squadra il 12 settembre 2012 in occasione del match di campionato perso 1-0 contro il Lech Rypin.

### Nazionale
Ha giocato nella nazionale polacca Under-17.
Con la nazionale Under-21 polacca ha disputato un incontro di qualificazione per gli Europei Under-21 2019.

## Palmarès

### Club

#### Competizioni giovanili
- Campionato Primavera: 1

Chievo: 2013-2014